# 2008-as Junior Eurovíziós Dalfesztivál
A 2008-as Junior Eurovíziós Dalfesztivál (görögül: Παιδικός Διαγωνισμός Τραγουδιού Eurovision 2008, latin átírással: Paidikós Diagonismós Tragoudioú Eurovision 2008, angolul: Junior Eurovision Song Contest 2008) volt a hatodik Junior Eurovíziós Dalfesztivál, amit a ciprusi Limassolban rendeztek. A verseny pontos helyszíne a Spyros Kyprianou Atlétikai Központ volt. A versenyre 2008. november 22-én került sor. Az Eurovíziós Dalfesztivállal ellenben itt nem az előző évi győztes rendez, hanem pályázni kell a rendezés jogára, azonban az előző év győztese előnyt élvez a rendezési jog megszerzésében. 2007-es Junior Eurovíziós Dalfesztivál a belarusz Alexey Zhigalkovich győzelmével zárult, aki a S druz'yami című dalt adta elő Rotterdamban.
15 ország erősítette meg a részvételét a dalfesztiválra, Portugália és Svédország visszaléptek.
A verseny győztese az Grúziát képviselő Bzikebi lett, akik 154 pontot összegyűjtve nyerték meg a döntőt, az ország első győzelmét aratva. A Bzz… című dal összesen nyolc országtól kapott maximális 12 pontot. A második helyen Ukrajna, míg a harmadik helyen Litvánia végzett. Litvánia megszerezte legjobb eredményét, Macedónia zsinórban másodjára végzett ötödik helyen, amely egyben a legjobb helyezésüknek számít, míg Bulgária legrosszabb eredményét érte el, utolsó helyen végzett.

## A helyszín és a verseny
| Ciprus Limassol |

2007. május 27-én az jelentették be, hogy a Ciprusi Műsorszolgáltató Társaság (CyBC) kapta meg a jogot a 2008-as gyermek verseny megrendezésére, felülmúlva ezzel Svédország és Ukrajna pályázatait. Az ukrán televízió később a 2009-es Junior Eurovíziós Dalfesztivál rendezői jogát kapta meg. Portugália, amely szintén pályázott, visszavonta ajánlatát egy korai szakaszban, és az ország végül teljesen visszalépett a versenytől.
A verseny pontos helyszíne a Limassolban található Spyros Kyprianou Atlétikai Központ volt, amely 6 255 fő befogadására alkalmas.
A verseny logója a Napot ábrázolta, gyerekrajz formájában. A mottó is ehhez kapcsolódott: Fun in the Sun, azaz Vidámság a Napban. Emellett a szigetország értékes erőforrása a víz, ami végig jelen volt a műsorban. Még a színpadot is víz vette körül utalva Ciprusra, amely a Földközi-tenger vesz körbe.

## Műsorvezetők
A dalfesztivál műsorvezetőit 2008. szeptember 24-én jelentették be Alex Michael és Sophia Paraskeva személyében, Adónisz és Aphrodité szerepeiben. Ez volt a hatodik alkalom, hogy két házigazdája volt a műsornak.
Alex ismert színész, táncos és műsorvezető, míg Sophia tapasztalt televíziós műsorvezető.

## A résztvevők
Ez volt az első olyan év amikor nem csatlakozott először résztvevő ország a versenyhez.
Előzetesen Azerbajdzsán, Bosznia-Hercegovina és Izrael is jelezte részvételi szándékát, de utóbbi kettő még a határidő előtt visszalépett. Azerbajdzsán pedig október elején jelentette be, hogy mégsem indul, így az EBU pénzbüntetést szabott ki. A walesi nyelvű S4C televízió fontolóra vette a részvételt, nem vettek részt a versenyen, mivel debütálásukat elutasították arra hivatkozva, hogy Wales nem szuverén állam és csak a BBC-nek van kizárólagos joga az Egyesült Királyságot képviselni. Érdekesség, hogy Wales 2018-ban végül csatlakozni tudott a versenyhez. Lengyelország is visszatérését tervezte, de mégsem indultak el a versenyen.
Így tizenöt ország alkotta a 2008-as Junior Eurovíziós Dalfesztivál mezőnyét, amely kettővel kevesebb, mint az előző évben és megegyezik a 2006-os verseny létszámával.
| Ország           | Műsorsugárzó | Előadó                         | Dal                      | Nyelv       | Dalszerző(k)                                               |
| ---------------- | ------------ | ------------------------------ | ------------------------ | ----------- | ---------------------------------------------------------- |
| Belgium          | VTR          | Oliver                         | Shut Up!                 | holland     | Oliver Symons                                              |
| Bulgária         | BNT          | Krastyana Krasteva             | Edna mechta              | bolgár      | Krastyana Krasteva                                         |
| Ciprus           | CyBC         | Elena Mannouri és Charis Savva | Gioupi gia!              | görög       | Andreas Georgallis Elena Mannouri Charis Savva             |
| Fehéroroszország | BTRC         | Dasa, Alina és Karina          | Serdtse Belarusi         | orosz       | Dasha Nadina                                               |
| Görögország      | ERT          | Niki Yiannouchu                | Kapoia nychta            | görög       | Niki Yiannouchu                                            |
| Grúzia           | GPB          | Bzikebi                        | Bzz...                   | mesterséges | Giorgi Shiolashvili Mariam Kikuashvili Mariam Talulashvili |
| Hollandia        | AVRO         | Marissa                        | 1 dag                    | holland     | Marissa Grasdijk                                           |
| Litvánia         | LRT          | Eglė Jurgaitytė                | Laiminga diena           | litván      | Eglė Jurgaitytė                                            |
| Macedónia        | MRT          | Bobi Andonov                   | Prati mi SMS             | macedón     | Bobi Andonov                                               |
| Málta            | PBS          | Daniel Testa                   | Junior Swing             | angol       | Daniel Testa                                               |
| Oroszország      | VGTRK        | Mihail Puntov                  | Spit angel               | orosz       | Mihail Puntov Vsevolod Tarasov                             |
| Örményország     | AMPTV        | Monika                         | Im ergi hnchyune         | örmény      | Meri Mnjoyan Monica Manucharova                            |
| Románia          | TVR          | Mădălina és Andrada            | Salvați planeta!         | román       | Andrada Popa Mădălina Lefter                               |
| Szerbia          | RTS          | Maja Mazić                     | Uvek kad u nebo pogledam | szerb       | Maja Mazić                                                 |
| Ukrajna          | NTU          | Viktoria Petryk                | Matrosy                  | ukrán       | Viktoria Petryk                                            |

## A versenyszabályok változása
Ekkor vezették be a szabályt, miszerint felnőttek is segíthettek a gyerekeknek dalaik megírásában. Változás volt az is, hogy egyszerre csak hatan léphettek színpadra (a felnőtt versenyhez hasonlóan), a korábbi nyolc helyett. Ebben az évben először az egyes országok pontjai a nézők és a szakmai zsűri összesített szavazataiból álltak össze. Korábban az eredményeket teljes egészében a nézői szavazatok határozták meg.

## A versenyt megelőző időszak

### Nemzeti válogatók
A versenyre nevező 15 ország közül az összes nemzeti döntő alkalmazásával választotta ki indulóját.
Az indulók közül Belgium, Bulgária, Ciprus, Fehéroroszország, Grúzia, Görögország, Hollandia, Litvánia, Macedónia, Málta, Oroszország, Románia, Szerbia és Ukrajna apróbb változtatásokkal ugyanazt azt a nemzeti döntőt rendezte meg, mint az előző évben.
Ez volt az első alkalom, hogy Örményország nemzeti döntőt rendezett.
| Ország           | Választás módszere | Válogató / Bemutató műsor                    | Közvetítő csatorna | Kiválasztás / Bemutatás dátuma | Kiválasztás / Bemutatás dátuma |
| Ország           | Választás módszere | Válogató / Bemutató műsor                    | Közvetítő csatorna | Előadó                         | Dal                            |
| ---------------- | ------------------ | -------------------------------------------- | ------------------ | ------------------------------ | ------------------------------ |
| Belgium          | nemzeti döntő      | Junior Eurosong                              | VRT                | 2008. szeptember 27.           | 2008. szeptember 27.           |
| Bulgária         | nemzeti döntő      | Nem volt külön elnevezése a válogatóműsornak | BNT                | 2008. szeptember 18.           | 2008. szeptember 18.           |
| Ciprus           | nemzeti döntő      | Nem volt külön elnevezése a válogatóműsornak | RIK 1              | 2008. június 28.               | 2008. június 28.               |
| Fehéroroszország | nemzeti döntő      | Song For Eurovision                          | Belarusz-1         | 2008. szeptember 12.           | 2008. szeptember 12.           |
| Grúzia           | nemzeti döntő      | Nem volt külön elnevezése a válogatóműsornak | 1TV                | 2008. október 4.               | 2008. október 4.               |
| Görögország      | nemzeti döntő      | Eurovision Junior                            | ERT                | 2008. szeptember 27.           | 2008. szeptember 27.           |
| Hollandia        | nemzeti döntő      | Junior Songfestival                          | Nederland 2        | 2008. október 4.               | 2008. október 4.               |
| Litvánia         | nemzeti döntő      | Mažųjų žvaigždžių ringas                     | LRT                | 2008. október 5.               | 2008. október 5.               |
| Macedónia        | nemzeti döntő      | Dečja pesna Eurovizije                       | MRT1               | 2008. szeptember 26.           | 2008. szeptember 26.           |
| Málta            | nemzeti döntő      | Junior Eurosong                              | TVM                | 2008. szeptember 13.           | 2008. szeptember 13.           |
| Oroszország      | nemzeti döntő      | Nem volt külön elnevezése a válogatóműsornak | Rosszija 1         | 2008. június 1.                | 2008. június 1.                |
| Örményország     | nemzeti döntő      | Nem volt külön elnevezése a válogatóműsornak | H1                 | 2008. július 11.               | 2008. július 11.               |
| Románia          | nemzeti döntő      | Selecţia Naţională Eurovision Junior         | TVR1               | 2008. június 1.                | 2008. június 1.                |
| Szerbia          | nemzeti döntő      | Izbor za dečju pesmu Evrovizije              | RTS1               | 2008. szeptember 21.           | 2008. szeptember 21.           |
| Ukrajna          | nemzeti döntő      | Nem volt külön elnevezése a válogatóműsornak | NTU                | 2008. szeptember 21.           | 2008. szeptember 21.           |

## A verseny

### Fellépési sorrend
2008. október 13-án élőben sorsolták ki első és utolsó fellépő országokat, majd a többi országot különböző csoportokba osztották, hogy meghatározzák, mikor lépnek fel. A teljes fellépési sorrendet másnap, október 14-én tették közzé.
Érdekesség, hogy sorozatban másodszor fordult elő, hogy Grúziát Belgium, valamint Bulgáriát Szerbia követte a fellépési sorrendben.

### Meghívott előadók
Az est meghívott előadói az orosz Dima Bilan és a ciprusi Evridiki voltak. Emellett extra produkciót adott elő a dalfesztivál összes résztvevője az UNICEF támogatása érdekében.
Dima a 2008-as Eurovíziós Dalfesztivál nyertese, aki győztes dala, a Believe mellett Number One Fan című dalát adta elő.
Evridiki 1992-ben, 1994-ben és 2007-ben képviselte Ciprust az Eurovíziós Dalfesztiválon. Ez alkalommal a verseny főcímdalát, a Fut in the Sun-t énekelte el Dimitris Korgialas-szal közösen a szavazási szünetben.

## Döntő
| #  | Ország           | Előadó                         | Dal                      | Magyar fordítás            | Helyezés | Pontszám |
| -- | ---------------- | ------------------------------ | ------------------------ | -------------------------- | -------- | -------- |
| 01 | Románia          | Mădălina és Andrada            | Salvați planeta!         | Mentsd meg a bolygót!      | 9.       | 58       |
| 02 | Örményország     | Monika Manucsarova             | Im jergi hncsjuni        | Dalom dallama              | 8.       | 59       |
| 03 | Fehéroroszország | Dasa, Alina és Karina          | Szerdce Belaruszi        | Fehéroroszország szíve     | 6.       | 86       |
| 04 | Oroszország      | Mihail Puntov                  | Szpit angel              | Alvó angyal                | 7.       | 73       |
| 05 | Görögország      | Níki Janúhi                    | Kápia níhta              | Néhány éjszaka             | 14.      | 19       |
| 06 | Grúzia           | Bzikebi                        | Bzz…                     | —                          | 1.       | 154      |
| 07 | Belgium          | Oliver                         | Shut Up!                 | Kuss!                      | 11.      | 45       |
| 08 | Bulgária         | Krasztjana Kraszteva           | Edna mecsta              | Egy álom                   | 15.      | 15       |
| 09 | Szerbia          | Maja Mazić                     | Uvek kad u nebo pogledam | Akárhányszor az eget nézem | 12.      | 37       |
| 10 | Málta            | Daniel Testa                   | Junior Swing             | Junior szving              | 4.       | 100      |
| 11 | Hollandia        | Marissa                        | 1 dag                    | 1 nap                      | 13.      | 27       |
| 12 | Ukrajna          | Viktorija Petrik               | Matroszi                 | Matrózok                   | 2.       | 135      |
| 13 | Litvánia         | Eglė Jurgaitytė                | Laiminga diena           | Boldog nap                 | 3.       | 103      |
| 14 | Macedónia        | Bobi Andonov                   | Prati mi SMS             | Küldj nekem egy SMS-t!     | 5.       | 93       |
| 15 | Ciprus           | Élena Mannúrí és Hárisz Szávva | Júpi ja!                 | Hurrá!                     | 10.      | 46       |

## A szavazás és a nemzetközi közvetítések

### A szavazás
A szavazás megegyezett a hagyományos versenyen alkalmazott szavazási rendszerrel, vagyis minden részt vevő ország a 10 kedvenc dalára szavaz, melyek 1-8, 10 és 12 pontot kapnak. A pontok 1-től 5-ig automatikusan megjelentek a szavazótáblán, a szóvivők csak a 6 ponttól mondták be a pontjaikat.
Ebben az évben az SMS szavazatokat jótékonysági célra fordították. A dalfesztivál partnere volt az UNICEF, akik rászoruló gyermekeknek adományozták a szavazatok bevételét.
A szavazás a fellépési sorrendben történt, vagyis Románia volt az első szavazó, míg Ciprus lett volna az utolsó, de technikai problémák miatt Grúzia és Macedónia pontjait jelentették be utoljára: az elsőként szavazó Románia Ukrajnát helyezte az élre. Az örmények hat pontja után Macedónia, a nyolc pont után Ukrajna került az első helyre. Fehéroroszország hét pontjával a macedónok ismét átvették a vezetést, de a nyolc pont Grúziát helyezte a tabella élére, viszont a tíz ponttal az ukránok átvették a vezetést. Az oroszok 12 pontja után Grúzia és Ukrajna holtversenyben álltak az első helyen, de a görögök nyolc pontjával utóbbi vezetett. A tíz ponttal fordult az állás: a grúzok kerültek az élre. A belgák hat pontjával Ukrajna visszavette a vezetést, de a tizenkét ponttal Grúzia ismét az élen állt. Ezután végig megőrizve előnyüket első győzelmüket aratták.
A győztes dal nyolc országtól (Örményország, Oroszország, Belgium, Bulgária, Hollandia, Ukrajna, Litvánia és Ciprus) kapta meg a maximális 12 pontot, míg a legkevesebb, négy pontot Macedónia adta. Emellett Grúzia mindegyik országtól kapott pontot. Ez rajta kívül még Romániának, Máltának, Ukrajnának és Macedóniának sikerült.
A Bzz... az egyetlen győztes dal a verseny történetében, amelyet teljes egészében kitalált nyelven adtak elő.
Érdekesség, hogy az itt második helyen végzett Viktoria Petrik húga, Anastasia négy évvel később győzni tudott, ezzel megszerezve Ukrajna első győzelmét.

### Ponttáblázat
|                  | Szavazók | Szavazók | Szavazók     | Szavazók         | Szavazók    | Szavazók    | Szavazók | Szavazók | Szavazók | Szavazók | Szavazók | Szavazók  | Szavazók | Szavazók | Szavazók  | Szavazók | Szavazók |
| Össz             | +12      | Románia  | Örményország | Fehéroroszország | Oroszország | Görögország | Grúzia   | Belgium  | Bulgária | Szerbia  | Málta    | Hollandia | Ukrajna  | Litvánia | Macedónia | Ciprus   |          |
| ---------------- | -------- | -------- | ------------ | ---------------- | ----------- | ----------- | -------- | -------- | -------- | -------- | -------- | --------- | -------- | -------- | --------- | -------- | -------- |
| Románia          | 58       | 12       |              | 4                | 2           | 2           | 2        | 2        | 2        | 1        | 5        | 3         | 2        | 4        | 1         | 8        | 8        |
| Örményország     | 59       | 12       | 3            |                  | 5           | 6           | 6        | 8        | 6        | 7        |          |           | 3        | 3        |           |          |          |
| Fehéroroszország | 86       | 12       | 5            | 5                |             | 10          | 4        |          | 10       | 6        | 7        | 7         | 4        | 5        | 3         | 5        | 3        |
| Oroszország      | 73       | 12       |              | 10               | 12          |             | 3        | 5        |          | 2        | 2        | 6         | 1        | 7        | 8         | 1        | 4        |
| Görögország      | 19       | 12       |              |                  |             |             |          |          |          |          |          |           |          |          |           |          | 7        |
| Grúzia           | 154      | 12       | 6            | 12               | 8           | 12          | 10       |          | 12       | 12       | 10       | 8         | 12       | 12       | 12        | 4        | 12       |
| Belgium          | 45       | 12       | 2            | 2                | 1           | 1           |          | 4        |          |          | 3        | 2         | 10       | 2        | 4         | 2        |          |
| Bulgária         | 15       | 12       |              |                  |             |             |          |          |          |          |          |           |          |          |           | 3        |          |
| Szerbia          | 37       | 12       | 1            | 1                |             | 3           |          | 6        | 1        |          |          |           |          | 1        |           | 12       |          |
| Málta            | 100      | 12       | 7            | 7                | 4           | 5           | 7        | 7        | 7        | 8        | 1        |           | 6        | 10       | 7         | 6        | 6        |
| Hollandia        | 27       | 12       |              |                  | 3           |             |          |          | 5        |          |          | 1         |          |          | 5         |          | 1        |
| Ukrajna          | 135      | 12       | 12           | 8                | 10          | 8           | 8        | 12       | 3        | 10       | 6        | 12        | 7        |          | 10        | 7        | 10       |
| Litvánia         | 103      | 12       | 8            |                  | 6           | 7           | 1        | 10       | 8        | 3        | 12       | 10        | 8        | 6        |           | 10       | 2        |
| Macedónia        | 93       | 12       | 10           | 6                | 7           | 4           | 5        | 3        | 4        | 5        | 8        | 5         | 5        | 8        | 6         |          | 5        |
| Ciprus           | 46       | 12       | 4            | 3                |             |             | 12       | 1        |          | 4        | 4        | 4         |          |          | 2         |          |          |

### 12 pontos országok
| Darab | Jutalmazott ország | Szavazó ország                                                                     |
| ----- | ------------------ | ---------------------------------------------------------------------------------- |
| 8     | Grúzia             | Belgium, Bulgária, Ciprus, Hollandia, Litvánia, Örményország, Oroszország, Ukrajna |
| 3     | Ukrajna            | Grúzia, Málta, Románia                                                             |
| 1     | Ciprus             | Görögország                                                                        |
| 1     | Litvánia           | Szerbia                                                                            |
| 1     | Oroszország        | Fehéroroszország                                                                   |
| 1     | Szerbia            | Macedónia                                                                          |

### Pontbejelentők
A pontbejelentők között volt a görög Stefani Trepekli (a Made in Greece tagjaként), a litván Lina Joy, a román Iulia Ciobanu akik az előző évben, és a ciprusi Christina Christofi (Luis Panagiotou-val közösen) 2006-ban képviselték országukat.
| 1. Románia - Iulia Ciobanu 2. Örményország - Mari Sahakyan 3. Fehéroroszország - Anjelica Misevich 4. Oroszország - Sarina 5. Görögország - Stefani Trepekli 6. Grúzia - Ana Davitaia 7. Belgium - Chloé Ditlefsen 8. Bulgária - Marina Baltadzi | 1. Szerbia - Anđelija Erić 2. Málta - Francesca Zarb 3. Hollandia - Famke Rauch 4. Ukrajna - Marietta 5. Litvánia - Lina Joy 6. Macedónia - Marija Zafirovska 7. Ciprus - Christina Christofi |

### Kommentátorok
A döntőt az interneten élőben közvetítették kommentár nélkül a verseny hivatalos weboldalán is. Ukrajna a holodomor nemzeti gyásznap miatt egy nappal később közvetítette a versenyt.
| Ország              | Kommentátor                               | Közvetítő csatorna         |
| Részt vevő országok | Részt vevő országok                       | Részt vevő országok        |
| ------------------- | ----------------------------------------- | -------------------------- |
| Belgium             | Kristien Maes és Ben Roelants (hollandul) | VRT                        |
| Bulgária            | Elena Rosberg és Georgi Kushvaliev        | BNt 1                      |
| Ciprus              | Kyriakos Pastides                         | CyBC                       |
| Fehéroroszország    | Denis Kurian                              | Belarusz-1, Belarusz-24    |
| Grúzia              | Temo Kvirkvelia                           | 1TV                        |
| Görögország         | Renia Tsitsibikou és George Amyras        | ERT1                       |
| Hollandia           | Sipke Jan Bousema                         | Nederland 1                |
| Litvánia            | Darius Užkuraitis                         | LTR                        |
| Macedónia           | Ivona Bogoevska                           | MTV 1                      |
| Málta               | Valerie Vella                             | TVM                        |
| Oroszország         | Olga Shelest                              | Rosszija TV, RTR           |
| Örményország        | Gohar Gasparyan                           | H1                         |
| Románia             | Ioana Isopecu és Alexandru Nagy           | TVR1, TVRi                 |
| Szerbia             | Duška Vučinić-Lučić                       | RTS2                       |
| Ukrajna             | Timur Miroshnychenko                      | NTU (2008. november 23-án) |
| További országok    |                                           |                            |
| Ausztrália          | Kommentár nélkül                          | SBS (2009. május 13-án)    |
| Azerbajdzsán        | N/A                                       | İTV                        |
| Bosznia-Hercegovina | Dejan Kukrić                              | BHRT                       |

## Térkép

Részt vevő országok
Országok, melyek korábban részt vettek, de ebben az évben nem

## Lásd még
- 2008-as Eurovíziós Dalfesztivál
- 2008-as Fiatal Zenészek Eurovíziója
- 2008-as Eurovíziós Táncverseny